# Stefan Pierwszy Koronowany
Stefan Pierwszy Koronowany, również Stefan Nemanicz (serb. Стефан Првовенчани albo Немањић, Stefan Prvovenčani albo Nemanjić; ur. ok. 1165, zm. 24 września 1228) – syn Stefana Nemanii, od 1196 roku wielki żupan Serbii, od 1217 król Serbów. Święty Serbskiego Kościoła Prawosławnego, autor dzieła Żywot św. Simeona.
Po objęciu władzy w 1196 roku musiał przeciwstawić się starszemu bratu – Wukanowi, który domagał się tronu wielkożupańskiego dla siebie. Pokonany przez połączone siły brata i króla węgierskiego, zbiegł w 1203 roku do Bułgarii, gdzie za cenę oddania Bułgarii Niszu, uzyskał pomoc potrzebną do odzyskania tronu. Po rozpadzie Cesarstwa Bizantyńskiego w wyniku IV krucjaty w 1204 roku zręcznie zmieniał sojusze, utrzymując niezależność swego państwa. W 1217 roku za zgodą papieża koronował się na króla Serbii. W 1219 roku za zgodą patriarchy nicejskiego doprowadził do uniezależnienia Kościoła serbskiego, tworząc autokefaliczne arcybiskupstwo serbskie. Pod koniec życia złożył śluby zakonne. Serbski Kościół Prawosławny czci go jako świętego.

## Wczesne lata
Stefan Nemanicz urodził się około 1165 roku jako drugi syn Stefana Nemanii i jego żony Anny. W 1183 roku Stefan Nemania opanował dalmatyńskie wybrzeże stanowiące pozostałość Królestwa Zety i osadził na tronie w Skadarze swego najstarszego syna Wukana jako tytularnego króla. W 1191 roku po opanowaniu Humu osadził na tronie humskim najmłodszego Rastka (znanego lepiej pod przyjętym później zakonnym imieniem Sawy). W 1190 roku w wyniku klęski w bitwie z Bizantyńczykami, poniesionej nad Morawą, Stefan Nemania utracił ziemie zdobyte rok wcześniej na Cesarstwie Bizantyńskim i był zmuszony podpisać traktat pokojowy, w którym wprawdzie tracił krótkotrwałą zdobycz, ale jednocześnie uzyskiwał potwierdzenie niezależności swego państwa. Przypieczętowaniem zawartego wówczas pokoju stał się ślub jego syna, Stefana Nemanicza z siostrzenicą cesarza Izaaka II Angelosa, Eudoksją Angeliną. Stefan Nemanicz został przy okazji ślubu obdarzony wysokim tytułem bizantyńskim sebastokratora, który w zamierzeniu Bizantyńczyków miał wskazywać na zwierzchnictwo Cesarstwa nad państwem serbskim.

## Objęcie władzy
W kwietniu 1195 roku ojciec Eudoksji Aleksy III Angelos obalił swego brata Izaaka i objął władzę w Cesarstwie Bizantyńskim. Stefan Nemanicz awansował tym samym do rangi zięcia cesarskiego. Stefan Nemania, który od pewnego czasu nosił się z zamiarem obrania drogi zakonnej, skorzystał z tej sytuacji. Na wiosnę 1196 roku zrzekł się władzy i przekazał tron wielkożupański Stefanowi Nemaniczowi, którego związek poprzez żonę Eudoksję z dworem bizantyńskim, jak się zdawało, dawał większą gwarancję stabilności państwa. Najstarszemu Wukanowi przydzielił Raszkę i usunął się do klasztoru w Studenicy. Rok później przeniósł się na grecką górę Atos, gdzie zmarł w 1200 roku. Rozgoryczony pominięciem przez ojca jego praw do tronu Wukan rozpoczął zabiegi na Węgrzech i w Rzymie zmierzające do przejęcia władzy w państwie. Sytuacja Stefana Nemanicza zaczęła się gwałtownie pogarszać w związku z szybko postępującym upadkiem potęgi jego głównego sojusznika – Bizancjum. Podjęta przez cesarza rzymskiego Henryka VI próba inwazji obnażyła słabość wschodniego cesarstwa na arenie międzynarodowej, w ślad za tym poszły rebelie wewnętrzne, a od północy skutecznie zaatakował ziemie cesarstwa nowy car bułgarski Kałojan. W tej sytuacji Stefan Nemanicz zdecydował się oddalić swą bizantyńską żonę i poszukać zbliżenia ze wschodzącą potęgą Wenecji, a poprzez nią z Rzymem. Wukan ubiegł jednak brata. Wiosną 1202 przy pomocy sił węgierskiego króla Emeryka zaatakował ziemie Stefana Nemanicza. Jeszcze w 1202 roku wojna zakończyła się zwycięstwem Wukana. Stefan Nemanicz zbiegł na dwór cara Kałojana. Król węgierski Emeryk zaatakował ziemie bułgarskie zdobywając przejściowo Belgrad i Braniczewo. Ostatecznie jednak Kałojan odzyskał utracone ziemie, a następnie najechał ziemie serbskie, gdzie pomógł odzyskać tron wielkożupański Stefanowi Nemaniczowi. W zamian za udzieloną pomoc Nemanicz przekazał Bułgarii Nisz wraz z rejonem wokół niego.

## Umocnienie prawosławia

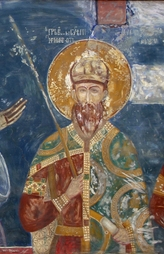
Stefan Pierwszy Koronowany – fresk z cerkwi w Prizrenie

Zwycięstwo Stefana jeszcze wzmogło wpływy Kościoła wschodniego w jego państwie. Przyczynił się do tego również sam władca, dokładając starań o rozwój kultu twórcy drugiego państwa serbskiego – swego ojca Stefana Nemanii. W lutym 1208 roku jego młodszy brat Sawa Nemanicz przywiózł szczątki ojca z Chilandaru na Atosie do monasteru w Studenicy i objął godność archimandryty studenickiego. W Studenicy opracował pierwszy żywot ojca. Udało mu się też doprowadzić do pogodzenia Stefana z Wukanem, któremu Stefan Nemanicz wyznaczył jako dzielnicę Zetę. W 1209 roku na życzenie Stefana Nemanicza Sawa dokonał kanonizacji Stefana Nemanii. Kult ojca, czczonego pod imieniem świętego Symeona, umacniał również pozycję syna. W opracowanym przez siebie, drugim Żywocie świętego Symeona Nemanii Stefan Nemanicz przedstawiał własne sukcesy jako cuda świętego Symeona. Idąc za wzorem ojca, Stefan tępił na swoich ziemiach mającą charakter opozycji feudalnej herezję bogomilską. Wypędzeni z Serbii bogomili schronili się w Dalmacji i Bośni, gdzie zaczęto ich nazywać patarenami.

## Lata zamętu
W tym czasie sytuacja na Bałkanach uległa daleko idącym przeobrażeniom. W wyniku zdobycia Konstantynopola w 1204 roku przez uczestników IV krucjaty Cesarstwo Bizantyńskie rozpadło się na kilka państw łacińskich i greckich. Dziedzictwo greckie przejęły Cesarstwo Nicejskie i Despotat Epiru. W najbliższych latach to jednak łacinnicy przejęli inicjatywę polityczną, skutecznie przeciwstawiali się Grekom w Azji Mniejszej, a po śmierci cara Kałojana powstrzymali również ekspansję bułgarską. W Bułgarii władzę objął zabójca Kałojana, jego siostrzeniec Borił. Stefan Nemanicz przyjął na swoim dworze zbiegłego z Bułgarii brata Boriła – Streza. Przy pomocy wielkiego żupana serbskiego Strez zdobył i oderwał od Bułgarii Macedonię, tworząc własne państwo ze stolicą w Proseku. Stefan Nemanicz zdobył wówczas Nisz. Borił kontynuował tymczasem politykę skierowaną przeciw Cesarstwu Łacińskiemu i Królestwu Tesaloniki, ponosząc klęski pod Płowdiwem (1208) i Pelagonią (1212) i tracąc zdobyte przez Kałojana ziemie w Tracji. Po kolejnej klęsce car Bułgarów zawarł w 1213 roku przymierze z cesarzem łacińskim Henrykiem i wydał za niego swą córkę Marię.
Zapewniwszy sobie pokój na południowej granicy, w 1214 roku Borił zwrócił się przeciw Serbii Nemanicza. Do wyprawy przeciw Serbii przyłączyli się: cesarz łaciński Henryk, brat Boriła sebastokrator Strez oraz władca Epiru Michał I Angelos. Oddziały najeźdźcze, przekroczywszy granicę serbską, dotarły do Niszu. Tam cesarz Henryk zawarł układ z królem węgierskim Andrzejem II, w którym obaj władcy dokonywali podziału ziem Nemanicza. W obozie pod Niszem doszło jednak do zatargów pomiędzy łacinnikami i Bułgarami, które doprowadziły do aktów gwałtu i morderstw. W czasie nocnego ataku Serbów na obóz łacińsko-bułgarski doszło do takiego zamętu, że sojusznicy ranili i zabijali siebie nawzajem. W takich okolicznościach podobno zginął Strez. Michał Angelos został zamordowany, gdy spał w obozie. Łacinnicy wycofali się spod Niszu, a po ich odejściu król węgierski Andrzej II zawarł pokój z Serbami. W 1215 roku Borił ponownie zaatakował Serbię, zamierzając wejść w posiadanie ziem po jego bracie Strezie. Jak się wydaje, został rozbity przez połączone siły serbsko-węgierskie zanim cesarz łaciński zdołał mu przyjść z pomocą. Ziemie macedońskie opanował w tym czasie następca Michała I Angelosa, Teodor Angelos.

## Pierwszy Koronowany
W następnych latach Stefan zacieśnił związki z katolicką Wenecją. Potwierdzeniem zawartego sojuszu stał się w 1216 roku ślub z córką wicedoży weneckiego Raniera Dandolo, wnuczką zmarłego w 1205 doży Henryka Dandolo, Anną Dandolo. Brat Sawa na znak protestu przeciw związkom władcy z łacinnikami opuścił Serbię i powrócił do monasteru Chilandar na górze Atos. W zmienionej sytuacji politycznej Stefan niewątpliwie szukał w Wenecji sojusznika, mierzył jednak wyżej niż przymierze z nową potęgą na Bałkanach. Za pośrednictwem Wenecji rozpoczął bowiem w Rzymie zabiegi o uzyskanie korony królewskiej. W 1217 roku papież Honoriusz III wysłał do Serbii swego legata, który dokonał koronacji Nemanicza. Z tego powodu jest on określany przydomkiem Prwowenczani (Pierwszy Koronowany).

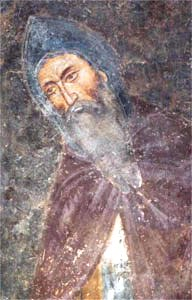
Stefan Nemanicz jako mnich Symeon – fresk z monasteru Sopoćani

Stefan Nemanicz umiejętnie wykorzystywał napięcia pomiędzy łacinnikami a Grekami. W 1219 nawiązał ponownie stosunki z Bizantyńczykami odbudowującymi w Azji swe państwo ze stolicą w Nicei. W 1207 roku dążący do odbudowania cesarstwa greckiego Teodor Laskarys doprowadził do obioru patriarchy, który w tym samym roku koronował go na cesarza Romajów. Poprzez swego brata Sawę Stefan Nemanicz zwrócił się do patriarchy Nicei Manuela Charitopulosa o zgodę na utworzenie autokefalicznego biskupstwa serbskiego. Zwracając się do patriarchy Nicei, Stefan I uznawał ciągłość władzy patriarszej, której zaprzeczał władca Epiru Teodor Angelos, konkurent Teodora Laskarysa do tytułu cesarza Romajów. Przyjmując patriarchat z Nicei, Stefan Nemanicz uznawał jednocześnie zwierzchnictwo patriarchy nicejskiego, z którego rąk pierwszy arcybiskup serbski otrzymałby sakrę i którego imię wymieniano by odtąd w liturgii serbskiej na pierwszym miejscu. Oznaczało to jednak uniezależnienie Kościoła serbskiego od arcybiskupa Ochrydy, podlegającego rosnącemu w siłę władcy pobliskiego Epiru. Manuel Charitopulos wyraził zgodę na utworzenie autokefalicznego Kościoła serbskiego. Pierwszym arcybiskupem serbskim został Sawa, który wybrał na swą stolicę biskupią monaster w Żiczy. Osiągnięcie niezależności kościelnej stanowiło dla młodego królestwa niemałe osiągnięcie. Przypuszcza się, że Sawa jako metropolita serbski mógł ponownie koronować swego brata.
W celu umocnienia niezależności Kościoła serbskiego Stefan I ponownie zacieśnił kontakty z Rzymem, wysyłając tam w 1220 roku biskupa Metodego. Jednocześnie zawarł też sojusz z rosnącym w znaczenie władcą Epiru Teodorem Angelosem Dukasem, zwierzchnikiem arcybiskupa Ochrydy, żeniąc swego syna i następcę Radosława z córką Teodora, Anną Angeliną. Przed śmiercią złożył śluby zakonne, przybierając, tak jak ojciec, imię Symeona. Zmarł 24 września 1228 roku.

## Rodzina
Z pierwszą żoną Eudoksją Angeliną Stefan Nemanicz miał trzech synów i przynajmniej jedną córkę:
- Stefana Radosława – króla serbskiego w latach 1227–1234
- Stefana Władysława – króla serbskiego w latach 1234–1243
- Predisława – późniejszego arcybiskupa Sawę II

W 1198 roku Stefan Nemanicz oddalił swą pierwszą żonę. W 1216 ożenił się powtórnie z wnuczką doży weneckiego Henryka Dandolo, Anną Dandolo, z którą miał syna:
- Stefana Urosza – króla serbskiego w latach 1243–1276[12]

|                                                  |                                                  |                                                       |                                                       |                                           |                                           |                    |                    |                                          |                                          |                                               |                                               |  |
|                                                  |                                                  | Stefan Nemania wielki żupan 1170-1196                 | Stefan Nemania wielki żupan 1170-1196                 | Anna                                      | Anna                                      |                    |                    |                                          |                                          |                                               |                                               |  |
|                                                  |                                                  |                                                       |                                                       |                                           |                                           |                    |                    |                                          |                                          |                                               |                                               |  |
|                                                  |                                                  |                                                       |                                                       |                                           |                                           |                    |                    |                                          |                                          |                                               |                                               |  |
|                                                  |                                                  |                                                       |                                                       |                                           |                                           |                    |                    |                                          |                                          |                                               |                                               |  |
| Wukan                                            | Wukan                                            |                                                       |                                                       | Rastko                                    | Rastko                                    | Wuka mniszka       | Wuka mniszka       | nieznana z imienia żona Manuela Angelosa | nieznana z imienia żona Manuela Angelosa | nieznana z imienia żona jednego z Asenowiczów | nieznana z imienia żona jednego z Asenowiczów |  |
|                                                  |                                                  |                                                       |                                                       |                                           |                                           |                    |                    |                                          |                                          |                                               |                                               |  |
| 1. Eudoksja Angelina córka Aleksego III Angelosa | 1. Eudoksja Angelina córka Aleksego III Angelosa | Stefan I Koronowany (ur. ok. 1165, panował 1196-1228) | Stefan I Koronowany (ur. ok. 1165, panował 1196-1228) | 2. Anna Dandolo córka Raniera Dandolo     | 2. Anna Dandolo córka Raniera Dandolo     |                    |                    |                                          |                                          |                                               |                                               |  |
|                                                  |                                                  |                                                       |                                                       |                                           |                                           |                    |                    |                                          |                                          |                                               |                                               |  |
|                                                  |                                                  |                                                       |                                                       |                                           |                                           |                    |                    |                                          |                                          |                                               |                                               |  |
|                                                  | 1                                                | 1                                                     | 1                                                     | 1                                         | 1                                         | 1                  | 1                  | 1                                        | 2                                        | 2                                             |                                               |  |
| Stefan Radosław (panował 1228-1234)              | Stefan Radosław (panował 1228-1234)              | Stefan Władysław (panował 1234-1243)                  | Stefan Władysław (panował 1234-1243)                  | Predisław arcybiskup serbski jako Sawa II | Predisław arcybiskup serbski jako Sawa II | nieznana z imienia | nieznana z imienia | Stefan Urosz I (panował 1243-1276)       | Stefan Urosz I (panował 1243-1276)       |                                               |                                               |  |